# 潘志文
潘志文（英語：Pat Poon Chi Man，1950年3月21日—），人稱「潘翁」，籍贯廣東江門市新會區，香港男演員及節目主持。現為無綫電視部頭合約男藝員。他出身自國泰電影公司第三期訓練班，其「潘翁」之綽號來自1980年潘志文與著名導演吳回的一次談話，因吳認為潘演活了《變色龍》中的角色，因此與他開玩笑說他配稱「潘翁」。潘於2013年重回無綫電視，由於先後在《以和為貴》、《EU超時任務》、《幕後玩家》以及《再創世紀》四劇中飾演患上中風的角色，所以被網民戲稱為無綫「御用中風王」。他曾跟許佩學習唱歌。

## 背景

### 早年生活
潘志文為新會人，父親是在一名船隻機械技工，母親陳氏一族是新會名門富戶，父母在他小時候離異。本到上環南北行學做生意的父親因不甘只當入贅女婿，想往外闖，由是隻身前往澳門經營生意；惟於當地另結新歡，導致婚姻破裂。基於潘志文的母親留在父親（即潘志文的外公）家中打理家庭碎事，潘志文不能夠長期於外公家中生活。而且香港學費昂貴而澳門生活費用便宜，潘志文的母親如是萌生把他送到澳門求學的念頭。他其時寄住於班主任家中（母親不想他到父親位於澳門的新居居住），由小一起至小六畢業為止一直在昔日位於大三巴哪吒廟附近大炮台街6號的左派學校，由澳門銀行公會主辦的銀業公會學校（即現在與孔教中學合併的教業中學）求學，在校期間不喜歡讀書。
相較同齡學童，潘志文提早入讀小學。10歲小學畢業不久，隨即回港升學，兼且唸過至少一所中學；其中他曾於1961年插班入讀聖公會諸聖中學中一年級下學期。該段時期的他一邊投身社會工作，一邊升讀中學。從小學入學開始，他由母親撫養成人，家有一兄一妹，成長階段亦曾寄居於不同親戚的家。
及至1967年，潘志文留意到小學同學遞來、有關電影公司招攬學員的廣告剪報，便報讀為期半年的國泰電影公司第三期訓練班（與羅浩楷、劉江、秦祥林是相差兩期訓練班的同學）；畢業後曾客串演出電影。潘志文對演藝的興趣始於觀看1960年代的香港電影，因此而喜歡打扮和與演藝圈接軌。加入香港演藝圈之前，即1967年以前，他在兄長任職的印刷廠當印刷學徒。

### 事業發展
隨著國泰電影公司業務收縮，演出機會漸少，加上演員競爭大，碰巧於尖沙咀任職藥房職員的小學同學黃隸煊認識香港電台廣播劇組主管何楚雲，知悉電台正招聘播音員，於是介紹他寫信應徵。結果，潘志文在1968年獲周乃揚錄用加入香港電台電台部，擔任廣播劇的演出和劇務。又會演唱歐西流行曲及參與龍翔劇團的粵劇演出（與市政事務署合辦，多飾演士兵，曾於《蓉花劫》當主角，由花腔女高音韋秀嫻指導歌藝），使他建立一定程度的戲劇訓練基礎。另一方面跟隨程乃根學習播音，同學計有顏國樑、熊德誠、熊良錫、鍾炳霖、龍寶鈿、曾勵珍、葛劍青等人。1970年起聲演廣播劇。
其後潘與周乃揚意見相左，憤而辭職，在得到作家李英豪的介紹下，於麗的電視節目《狄娜與我》中出演短劇、進行訪問或唱歌，再以自由身身份在無綫電視演出電視劇《法網難逃》（一星期一次），並得到馮淬帆、劉家傑等人賞識，擔任《變》電視劇的男主角。到了1970年代開始拍攝香港電台劇集《獅子山下》、《小時候》時才走紅，繼而主持節目《警訊》。而其主持《警訊》的契機起自1977年警務處處長施禮榮決意改革警務人員在公眾心目中的形象，由此挑選了符合斯文外表的潘志文擔任主持。
當年張敏儀負責成立香港電台電視部，潘志文於1975年被相中加入其中，1976年獲高亮及麥當雄邀請加盟麗的電視，先後演出麗的多部經典長劇，包括《鱷魚淚》、《變色龍》、《新變色龍》及《大地恩情》系列等。其時引來轟動，並令他於《華僑晚報》十大明星選舉中連續三年（1978年至1980年）獲頒「十大電視明星」。他在麗的電視甚至是後來的亞洲電視長期都是擔任主角，備受重用；但他在無綫電視演出時，則大多僅能以配角之身份出場，演出也較少。潘志文於1982年曾因酬金過高而不獲麗的電視續約，後來因不想有長合約困身而改簽部頭合約。不過在亞洲電視備受重用，例如演出《秦始皇》的燕太子丹、《滿清十三皇朝》的皇太極等。其時他之所以不轉投無綫電視，原因出於想安於現狀，不作大改變。
直到1995年至1998年間，他轉投無綫電視，1990年代中葉開始減少在電視劇之演出，未幾於大約1997年為了女兒及為擴展自己的時裝生意著想而以「企業移民」方式移居加拿大。期間擔任過加拿大中文電台清談節目主持，亦主持新時代電視節目《大城小聚》主持。當年潘夥拍現任妻子及妻子家人在溫哥華市中心開設時裝店，很快便轉做製衣（歌舞衣裝）訂單生意。2002年以後，他在亞洲電視拍攝不少電視劇，在當時剛跳槽至亞洲電視的陳寶華的邀請下，接拍《萬家燈火》。2004年往後多花時間回加拿大定居，同時往返香港參演劇集。2013年10月以部頭合約形式重返無綫電視，首項工作是參演2014年新劇《大藥坊》的節目巡禮演出。此前在2012年獲亞洲電視頒發「ATV 55年男藝人獎」。而他於2013年簽約無綫電視的想法起自他覺得劇集《衝上雲霄II》題材特別，且被角色造型吸引，由此決定再次服務無綫電視。

### 其他資料
潘志文13歲時被一位無兒女的姨姨相中，計劃把他培養成其丈夫建築公司的接班人。志不在此的他原打算投考警察，不過因遭母親反對作罷（潘計劃投身警隊，再迎娶心儀對象，一同成家立室）。他為了向心儀對象證明自己有能力養家，遂報考國泰電影公司第三期訓練班。面試階段獲芭蕾舞家毛妹賞識，對方有意栽培他成為芭蕾舞員。卻因考慮到前景與薪酬問題，潘選擇專心從演。而他入行前曾想過當髮型師及服裝設計師。
1980年，潘志文曾應吉隆坡夜總會老闆邀請製作一張唱片《潘志文•吳香倫之歌》作登台之用，當中包括了當年知名的劇集歌曲及由潘志文重新填詞的歌曲（如將劇集《變色龍》劇情填入成為新歌詞）。還曾順應電視台為外購劇集配音的潮流而於麗的電視學習配音技巧。

## 個人生活
潘志文有兩段婚姻；他与前妻 Annie 育有一女儿潘纳（曾在香港有线YMC台做主持）。潘志文於1982年因與苗可秀合作而愛上對方，且基於當年事業得意和自己花心而發展婚外情。多年後苗可秀公開表示她戀上當時已結婚的潘志文。此外，潘苗二人曾有意結婚，最終卻未能成事。潘志文則對外表示自己愧對前妻，不知為何會與苗成為情侶。他現時与现任妻子 Janny 育有一子潘迪尧（Pontiac）。
潘志文本來是一名佛教徒，2018年左右因解決不到一些事情而嘗試向觀音菩薩、關公及黃大仙尋求答案不果，最終身邊親戚朋友帶他出席教會活動，令他漸漸成為基督徒。政治上，他參與支持港版國安法的聯署。

## 廣播劇
- 1970年：《Michael Fung 的故事》 飾 Michael [45]
- 1970年：《三探聚寶樓》 飾 張信
- 1970年：《郭子儀地穴得寶》 飾 張信
- 1970年：《錯誤的喜劇》 飾 小特羅米奧
- 1970年：《血濺武家寨》 飾 張信
- 1970年：《麥伯斯》 飾 唐納本
- 1970年：《羅密歐與朱麗葉》 飾 巴里斯
- 1970年：《維洛拿二紳士》 飾 佛倫泰
- 1970年：《王子復仇記》 （页面存档备份，存于）
- 1971年：《星星月亮太陽》 飾 徐堅白
- 1971年：《逝水春心》 飾 麥秋華
- 1973年：《奇妒》 飾 高橋
- 1974年：《桑園》 飾 農嘉
- 1975年：《七俠五義之御貓杭州締婚》 飾 丁兆蘭
- 1976年：《三與四》 飾 小王
- 1976年：《活神仙》 飾 小張
- 1976年：《生死一線》 飾 小李
- 1977年：《左岸落葉》 飾 倫思
- 1977年：《施公案之智取桃花盜》 飾 施安
- 1977年：《一串眼淚》 飾 羅拔
- 1982年：《水天一色》 飾 宋之堯
- 1985年：《家在屋邨》 飾 陳志明
- 2000年：《鹿鼎記》 飾 陳近南

## 演出作品

### 電視劇

#### 電視劇（無綫電視）
| 首播   | 節目名稱       | 角色        | 備註                          |
| 1969年 | 法網難逃       |             |                               |
| 1972年 | 向日葵         |             |                               |
| 1972年 | 琉璃世界       |             |                               |
| 1972年 | 春暉           |             |                               |
| 1973年 | 小鳳仙         |             |                               |
| 1973年 | 變             |             |                               |
| 1973年 | 私戀           |             |                               |
| 1974年 | 吳園柳莊       |             |                               |
| 1989年 | 廉政先鋒       | 張志敬      | 第三輯、單元〈Joyce〉         |
| 1995年 | 包青天         | 于鳳笙      | 單元八：真假牌坊（第36-40集） |
| 1995年 | 一切從失蹤開始 | 歐陽泰      |                               |
| 1996年 | 天地男兒       | 葉永基      |                               |
| 1996年 | 新上海灘       | 馮敬堯      |                               |
| 1996年 | 地獄天使       | 關家樂      |                               |
| 1997年 | 大刺客         | 伍子胥      | 單元：魚腸劍                  |
| 1997年 | 天龍八部       | 段正淳      |                               |
| 1998年 | 聊齋 (貳)      | 公良治 宁王 |                               |
| 1998年 | 西遊記貳       | 唐太宗      |                               |
| 1998年 | 廉政行動1998   | 鄧柏年      | 單元：億萬裁決                |
| 1998年 | 冤家宜結不宜解 | 高康健      |                               |
| 2014年 | 大藥坊         | 莊敦儒      |                               |
| 2014年 | 再戰明天       | 翁兆江      |                               |
| 2015年 | 衝線           | 葉海龍      |                               |
| 2015年 | 以和為貴       | 胡貴榮      |                               |
| 2015年 | 水髮胭脂       | 何信源      |                               |
| 2015年 | 華麗轉身       | 潘世和      |                               |
| 2016年 | 愛情食物鏈     | 魯實        |                               |
| 2016年 | 鐵馬戰車       | 貝子雄      |                               |
| 2016年 | EU超時任務     | 郭偉誠      |                               |
| 2016年 | 純熟意外       | 江家麒      |                               |
| 2016年 | 超能老豆       | 常新        |                               |
| 2016年 | 幕後玩家       | 顧復生      |                               |
| 2017年 | 乘勝狙擊       | 司徒省      |                               |
| 2017年 | 溏心風暴3      | 馮會長      |                               |
| 2018年 | 再創世紀       | 卓啟堂      |                               |
| 2018年 | 兄弟           | 龐士佳      |                               |
| 2019年 | 丫鬟大聯盟     | 霍奔        |                               |
| 2020年 | 機場特警       | 章宏宇      |                               |
| 2020年 | 踩過界II       | 郭一凡      |                               |
| 2021年 | 陀槍師姐2021   | 錢順潮      |                               |
| 2021年 | 逆天奇案       | 馬成添      |                               |
| 2021年 | 欺詐劇團       | 蘇華雄      |                               |
| 2023年 | 法言人         | 彭司博      |                               |
| 2023年 | 羅密歐與祝英台 | 羅素        |                               |
| 2024年 | 逆天奇案2      | 馬成添      |                               |
| 2025年 | 刑偵12         | 傅德善      |                               |
| 2025年 | 執法者們       | 龔友城      |                               |
| 未播映 | 非常檢控觀     |             |                               |
| 拍攝中 | 特務女團       |             |                               |

#### 電視劇（麗的電視／亞洲電視）
| 首播   | 節目名稱           | 角色               | 備註           |
| 1976年 | 十大奇案           |                    |                |
| 1976年 | 大家姐             | 羅成               |                |
| 1976年 | 樂在吾家           |                    |                |
| 1976年 | 三國春秋           | 呂布               |                |
| 1976年 | 人海奇情           |                    |                |
| 1976年 | 樂在吾家           |                    |                |
| 1976年 | 靜默的革命 ‧ 變    | 林少權             |                |
| 1976年 | 十大奇案Ⅱ          |                    | 單元：無頭公案 |
| 1976年 | 十大刺客           | 干將 徐錫麟 谭嗣同 |                |
| 1976年 | 錦繡人生之老友     | 張耀明             |                |
| 1976年 | 錦繡人生之黃昏之舞 | Tony               |                |
| 1977年 | 三兄弟             | 洪哥               |                |
| 1977年 | 浪淘沙             |                    |                |
| 1977年 | 同根生             |                    | 恒生劇場       |
| 1977年 | 七武器             | 白玉京             | 單元：長生劍   |
| 1978年 | 鱷魚淚             | 呂文駿             |                |
| 1978年 | 巨星               | 馬天祥             |                |
| 1978年 | 變色龍             | 鄺志立             |                |
| 1979年 | 沈勝衣             | 方重生             |                |
| 1979年 | 新變色龍           | 鄺志立             |                |
| 1979年 | 俠盜風流           | 盜帥               |                |
| 1979年 | 怒劍鳴             | 張崎               |                |
| 1980年 | 大地恩情之家在珠江 | 容亨               |                |
| 1980年 | 大地恩情之古都驚雷 | 容亨               |                |
| 1980年 | 大地恩情之金山夢   | 容亨               |                |
| 1981年 | 珠海梟雄           | 馮秋萍             |                |
| 1981年 | 大昏迷             | 李定康             |                |
| 1981年 | 天使危機           | 丁文彬             |                |
| 1981年 | 蕩寇誌             | 倪三               |                |
| 1982年 | 血債血償           | 于峰               |                |
| 1983年 | 浮生三記           | 沈三白             |                |
| 1983年 | 園中緣             | 周文舜             |                |
| 1984年 | 武則天             | 宇文俊             |                |
| 1985年 | 八仙過海           | 呂洞賓             |                |
| 1985年 | 天涯明月刀         | 傅紅雪             |                |
| 1986年 | 秦始皇             | 太子丹             |                |
| 1986年 | 西施               | 范蠡               |                |
| 1986年 | 時勢英雄           | 施卓雅             |                |
| 1986年 | 柔情點三八         | 鄭志威             |                |
| 1987年 | 金鳳凰             | 龍騰               |                |
| 1987年 | 滿清十三皇朝       | 皇太極             |                |
| 1987年 | 成吉思汗           | 耶律楚材           |                |
| 1988年 | 歷代奇女子         | 劉邦 李億          |                |
| 1988年 | 賽金花             | 曾樸               |                |
| 1989年 | 皇家檔案           | 阿健               | 單元：紙月亮   |
| 1989年 | 皇家檔案II         | 李國權             | 單元：黑警     |
| 1989年 | 皇家檔案III        | 梁金勝             | 單元：火百合   |
| 1990年 | 大富大貴           | 许锦雄             |                |
| 1990年 | 碧梅風暴           | 張紹武             |                |
| 1990年 | 午馬行動           | 駱克               |                |
| 1991年 | 乖女也瘋狂         | 甘柏               |                |
| 1991年 | 劍三十             | 劍三十             |                |
| 1991年 | 豪門               | 趙偉亨             |                |
| 1991年 | 爭雄歲月           | 張兆陽             |                |
| 1992年 | 摩登七十二家房客   | 潘志文             |                |
| 1992年 | 烈火雄風           | 張峯               |                |
| 1992年 | 仙鶴神針           | 玄清道長           |                |
| 1992年 | 林美黛傳           | 連俊               |                |
| 1992年 | 一千靈異夜         | 羅偉民             | 〈孽緣十日〉   |
| 1993年 | 賭神秘笈'93        | 柯正               |                |
| 1993年 | 皇家警察實錄II     | 冼志偉 潘志剛      |                |
| 1993年 | 馬場風雲           | 張展霖             |                |
| 1993年 | 天蠶變之再與天比高 | 徐廷封             |                |
| 1994年 | 戲王之王           | 謝郁文             |                |
| 1994年 | 冬日驕陽           | 容偉聰             |                |
| 1994年 | 岳飛傳             | 韓世忠             |                |
| 1994年 | 洪熙官             | 洪亭南             |                |
| 1994年 | 碧血青天楊家將     | 宋仁宗             |                |
| 1994年 | 碧血青天珍珠旗     | 宋仁宗             |                |
| 1994年 | 鳳凰傳說           | 郭永年             |                |
| 1994年 | 龍泉奇俠           | 許遠               |                |
| 1994年 | 九王奪位           | 康熙帝             |                |
| 2002年 | 吉祥任務           | 翁仁傑             |                |
| 2003年 | 萬家燈火           | 高滿堂             |                |
| 2004年 | 子是故人來         | 藍正英             |                |
| 2004年 | 媽媽我真的愛你     | 曾直               |                |
| 2006年 | 義無反顧           | 葉仲賢             |                |
| 2010年 | 法網群英           | 華展棠             |                |

#### 電視劇（香港電台）
- 1973年：《獅子山下 ‧ 家》
- 1974-1976年：《獅子山下》 飾 葉正文
- 1974年：《獅子山下 ‧  難關》
- 1974年：《獅子山下 ‧ 一生一次》
- 1974年：《獅子山下 ‧ 老馬》
- 1974年：《獅子山下 ‧ 回巢》
- 1974年：《獅子山下 ‧ 父親的西裝》
- 1974年：《獅子山下 ‧ 警察》 飾 力生
- 1974年：《獅子山下 ‧ 誘惑》 飾 黃區長
- 1975年：《獅子山下 ‧ 目標》
- 1975年：《獅子山下 ‧ 心債》
- 1975年：《獅子山下 ‧ 富哥與我》
- 1975年：《獅子山下 ‧ 食為天》
- 1975年：《獅子山下 ‧ 柳暗花明》
- 1975年：《獅子山下 ‧ 虎口》
- 1975年：《獅子山下 ‧ 新鄰居》
- 1976年：《今日婦女》
- 1976年：《獅子山下 ‧ 新鳳》
- 1976年：《獅子山下 ‧ 垃圾》 飾 葉正文
- 1976年：《獅子山下 ‧ 年夜飯》
- 1976年：《獅子山下 ‧ 大黑鼠》
- 1976年：《獅子山下 ‧ 學師仔》
- 1976年：《獅子山下 ‧ 葡萄糖》
- 1976年：《獅子山下 ‧ 讀書難》
- 1976年：《獅子山下 ‧ 喬遷》
- 1976年：《獅子山下 ‧ 莫欺水》
- 1977年：《獅子山下 ‧ 男子漢》 飾 警察
- 1977年：《獅子山下 ‧ 槍》
- 1977年：《獅子山下 ‧ 想當年》
- 1977-1978年：《小時候》 飾 何志文
- 1981年：《一點燭光 ‧ 舊夢》
- 1983年：《香港香港》 飾 袁先生
- 1999年：《小時候成長篇之叔叔回來了》 飾 何志文

#### 電視劇（邵氏兄弟）
- 2019年：飛虎之雷霆極戰 飾 李創生
- 2022年：飛虎之壯志英雄 飾 趙家強
- 2023年：廉政狙擊 飾 章國慈
- 2025年：執法者們 飾 龔友城

### 電影
- 1971年：浪子之歌
- 1974年：太平山下 飾 阿文
- 1976年：鬼馬世界
- 1976年：七情六慾
- 1986年：國父孫中山與開國英雄 飾 王寵惠
- 1991年：奪寶俏佳人 飾 鍾英豪
- 1995年：告別有情天
- 1996年：人細鬼大 飾 Simon 潘

### 舞台劇
- 2007年：我和春天有個約會 飾 家豪（溫哥華影視人協會）[46]
- 2010年：情話紫釵 飾 盧先生、黃衫客（香港藝術節協會、香港藝術節、上海現代戲劇谷）[47][48]
- 2011年：情話紫釵 飾 盧先生、黃衫客（香港毛俊輝戲劇計劃）[49]

### 節目主持
- 1977年至1979年：警訊（香港電台）[50]
- 1977年：故鄉新貌（麗的電視）
- 1982年：八二‧一八共繽紛（麗的電視）[51]
- 1989年：識飮識食（亞洲電視）
- 1999年至2000年：大城小聚（新時代電視）

## 節目嘉賓
麗的電視/亞洲電視
- 1981年：著燈開飯睇電視（麗的電視）[52]
- 1982年：下午茶（亞洲電視）[53]
- 2002年：各出其謀
- 2003年：百萬富翁
- 2004年：下午麽麽茶
- 2008年：電視風雲50年
- 2012年：亞視百人（第10集）
- 2012年：高志森微博
- 2012年：合正榮悅之夜 亞洲電視五十五周年星光大典[54]

無綫電視
- 2007年：友緣相聚
- 2009年：今日VIP
- 2014年：今日VIP
- 2016年：Sunday好戲王（第16集）
- 2016年：東張西望[55]
- 2020年：流行經典50年（第3集）

其他
- 2003年：經典情未了（第7集 - 警惡懲奸；香港電台）
- 2007年：小燕有約（台灣東風衛視）
- 2014年：大城小聚（新時代電視）
- 2019年：王牌對王牌（浙江衛視）

## 節目演出
- 1970年代：狄娜與我（麗的電視）

## 音樂專輯
- 1980年：《潘志文•吳香倫之歌》[56]（沒有在香港發行[註 1]）